# Terence Fisher
Terence Fisher (ur. 23 lutego 1904 w Londynie, zm. 18 czerwca 1980 tamże) – brytyjski reżyser filmowy, scenarzysta i montażysta.

## Filmografia

### Reżyser
- 1957 Przekleństwo Frankensteina
- 1958 Dracula
- 1958 Zemsta Frankensteina
- 1959 Pies Baskerville’ów
- 1959 Mumia
- 1960 Narzeczona Draculi
- 1962 Upiór w operze
- 1964 Gorgona
- 1966 Dracula: Książę Ciemności
- 1967 Frankenstein stworzył kobietę
- 1968 Narzeczona diabła
- 1969 Frankenstein musi zginąć
- 1974 Frankenstein i potwór z piekła

### Scenarzysta
- 1953 Mantrap
- 1953 Four Sided Triangle